# Tit Fabi Ticià
Tit Fabi Ticià (en llatí: Titus Fabius Titianus) va ser un magistrat romà que va viure al segle iv. Formava part segurament de la gens Fàbia.
Va ser cònsol en el regnat de l'emperador Constantí I el Gran l'any 337 juntament amb Flavi Felicià.